# Вергун Олександр Ігорович
Олександр Ігорьович Вергун — сержант Збройних Сил України, учасник російсько-української війни, що загинув у ході російського вторгнення в Україну в 2022 році.

## Життєпис
Олександр Вергун народився 7 травня 1995 року в місті Дніпродзержинську (з 2018 року Кам'янське) Дніпропетровської області. Навчався у середній загальноосвітній школі № 20 імені О. Стовби та ПТУ № 23. Із 2020 року проходив військову службу в складі 24-го окремого штурмового батальйону «Айдар» Збройних Сил України. З початком повномасштабного російського вторгнення в Україну перебував на передовій. Загинув 26 лютого 2022 року від вогнепального поранення під час боїв з російськими окупантами біля міста Волноваха Донецької області. Похований 11 березня 2022 року на Алеї Слави військового кладовища Соцміста.

## Нагороди
- Орден «За мужність» III ступеня (2022, посмертно) — за особисту мужність і самовіддані дії, виявлені у захисті державного суверенітету та територіальної цілісності України, вірність військовій присязі[4].